# Малечек, Йозеф
Йозеф Малечек (чеш. Josef Maleček; 18 июня 1903[…], Прага, Цислейтания[…] — 26 сентября 1982, Bayport, Нью-Йорк) — чехословацкий хоккеист. 4-кратный чемпион Европы. Член Зала славы ИИХФ.

## Биография
Йозеф Малечек родился 18 июня 1903 года в Праге. Занимался несколькими видами спорта: футболом, лёгкой атлетикой (в 20-х годах был рекордсменом Чехословакии в беге на 400 метров с барьерами), теннисом (в 1930 году стал чемпионом Чехословакии в паре, в 1939 году — в миксте, выступал за Чехословакию в Кубке Дэвиса).
Малечек начал свою хоккейную карьеру в 1920 году, в составе «Спарта» (Прага). В 1922 году он впервые выступил за сборную Чехословакии на чемпионате Европы, завоевав золотую медаль.
В 1927 году перешёл в команду ЛТЦ (Прага). За время выступлений за ЛТЦ 7 раз выигрывал чехословацкую лигу и 4 раза побеждал в престижном турнире на Кубок Шпенглера.
В составе чехословацкой сборной 3 раза участвовал в Олимпийских играх, 2 раза выигрывал бронзу чемпионатов мира, на европейских чемпионатах завоевал 12 медалей (по 4 каждого достоинства). Становился лучшим бомбардиром чемпионатов Европы — 4 раза, чемпионатов Чехословакии — 2 раза.
В клубе и в сборной играл в одном звене с Иржи Тожичкой и Карелом Громадкой.
В 1942 году перешёл в клуб ШК Братислава.
В 1948 году эмигрировал из страны. Играл в Швейцарии за «Давос» и в Германии за «Крефельд» и «Ганновер».
В 1955 году уехал в США, стал редактором Радио «Свободная Европа». Жил в Америке до 1982 года. 26 сентября 1982 года умер в Бэйпорте (штат Нью-Йорк).
4 ноября 2008 года был принят в Зал славы чешского хоккея.
В 2003 году был принят в Зал славы ИИХФ.

## Достижения

### Командные
Чемпион Чехословакии 1931, 1932, 1934, 1937—1940
 Чемпион Европы 1922, 1925, 1929, 1933
 Серебряный призёр чемпионатов Европы 1926, 1936, 1938, 1939
 Бронзовый призёр чемпионатов Европы 1923, 1931, 1934, 1935
 Бронзовый призёр чемпионатов мира 1933 и 1938
 Обладатель Кубка Шпенглера 1929, 1930, 1932, 1937

### Личные
- Лучший бомбардир чемпионатов Чехословакии 1937 (16 шайб) и 1940 (6 шайб)
- Лучший бомбардир чемпионатов Европы 1925, 1929, 1933, 1935
- Член зала славы ИИХФ (с 2003 года)
- Член зала славы чешского хоккея (с 04.11.2008 г.)

## Статистика
- Сборная Чехословакии — 107 игр, 114 голов
- Чемпионат Чехословакии — 46 игр, 58 голов
- Всего за карьеру — 153 игры, 172 гола